# Haliclona daepoensis
Haliclona daepoensis är en svampdjursart som först beskrevs av Thomas Robertson Sim och Lee 1997.  Haliclona daepoensis ingår i släktet Haliclona och familjen Chalinidae.
Artens utbredningsområde är havet utanför Sydkorea. Inga underarter finns listade i Catalogue of Life.